# Pesaguero

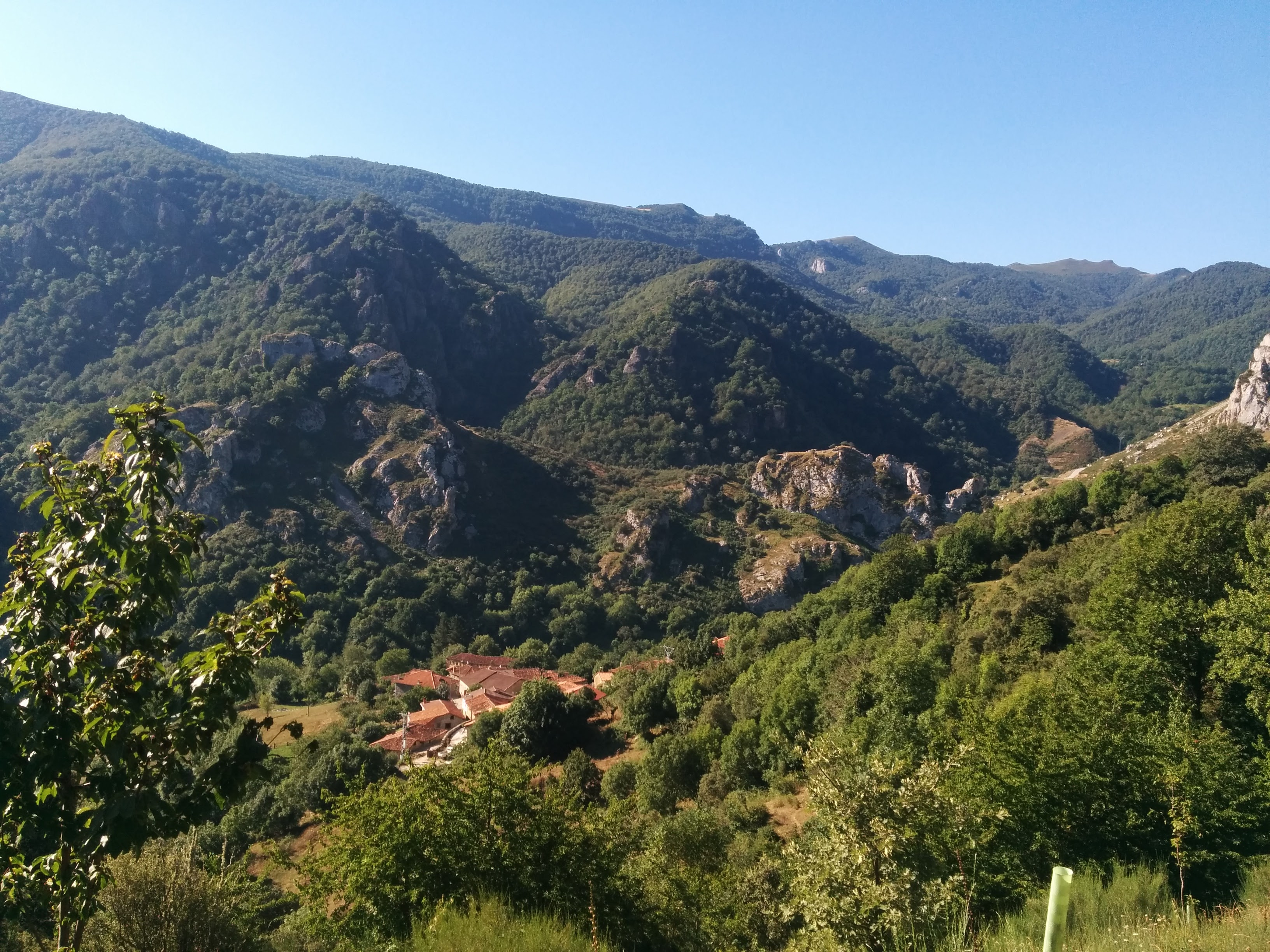
La localidad de Vendejo, en Pesaguero

Pesaguero es un municipio y capital municipal de la comunidad autónoma de Cantabria (España).

## Geografía
Se encuentra en la comarca de Liébana y limita al norte con Cabezón de Liébana, al este con Polaciones, al oeste con Vega de Liébana y al sur con la provincia de Palencia (Castilla y León).
| Noroeste: Vega de Liébana      | Norte: Cabezón de Liébana | Nordeste: Polaciones          |
| Oeste: Vega de Liébana         |                           | Este: Polaciones              |
| Suroeste: La Pernía (Palencia) | Sur: La Pernía (Palencia) | Sureste: La Pernía (Palencia) |

### Clima
La temperatura media anual es 8,9 °C y una oscilación térmica aproximadamente de 25 °C. En verano la temperatura máxima media llega a 23,3 °C, mientras que en invierno el termómetro baja hasta los -2,2 °C. En cuanto a las precipitaciones, la media anual es de 990 mm, siendo noviembre el mes más lluvioso y agosto el más seco.
| Parámetros climáticos promedio de Pesaguero                                                                                               | Parámetros climáticos promedio de Pesaguero | Parámetros climáticos promedio de Pesaguero | Parámetros climáticos promedio de Pesaguero | Parámetros climáticos promedio de Pesaguero | Parámetros climáticos promedio de Pesaguero | Parámetros climáticos promedio de Pesaguero | Parámetros climáticos promedio de Pesaguero | Parámetros climáticos promedio de Pesaguero | Parámetros climáticos promedio de Pesaguero | Parámetros climáticos promedio de Pesaguero | Parámetros climáticos promedio de Pesaguero | Parámetros climáticos promedio de Pesaguero | Parámetros climáticos promedio de Pesaguero |
| Mes | Ene.                                        | Feb.                                        | Mar.                                        | Abr.                                        | May.                                        | Jun.                                        | Jul.                                        | Ago.                                        | Sep.                                        | Oct.                                        | Nov.                                        | Dic.                                        | Anual                                       |
| --- | ------------------------------------------- | ------------------------------------------- | ------------------------------------------- | ------------------------------------------- | ------------------------------------------- | ------------------------------------------- | ------------------------------------------- | ------------------------------------------- | ------------------------------------------- | ------------------------------------------- | ------------------------------------------- | ------------------------------------------- | ------------------------------------------- |
| Temp. máx. media (°C) | 7.5                                         | 8.9                                         | 11.1                                        | 11.7                                        | 15.6                                        | 19.8                                        | 23.2                                        | 23.3                                        | 20.8                                        | 15.5                                        | 10.9                                        | 8.2                                         | 14.7                                        |
| Temp. media (°C) | 2.8                                         | 3.8                                         | 5.5                                         | 6.4                                         | 9.8                                         | 13.2                                        | 15.9                                        | 15.9                                        | 13.6                                        | 9.7                                         | 5.9                                         | 3.8                                         | 8.9                                         |
| Temp. mín. media (°C) | -2.2                                        | -1.4                                        | -0.2                                        | 1.1                                         | 4.0                                         | 6.5                                         | 8.6                                         | 8.6                                         | 6.5                                         | 3.9                                         | 0.9                                         | -0.7                                        | 3.0                                         |
| Precipitación total (mm) | 102                                         | 79                                          | 68                                          | 100                                         | 99                                          | 65                                          | 49                                          | 39                                          | 57                                          | 103                                         | 113                                         | 109                                         | 990                                         |
| Fuente: «Atlas climático de la Península y Baleares - Agencia Estatal de Meteorología AEMET». aemet.es. Consultado el 13 de mayo de 2023. |                                             |                                             |                                             |                                             |                                             |                                             |                                             |                                             |                                             |                                             |                                             |                                             |                                             |

### Espacios naturales
La totalidad del término municipal, está incluida en la Zona de especial protección para las aves (ZEPA) de código ES0000198 y con la denominación de Liébana y en el Lugar de Importancia Comunitaria (LIC) de código ES1300001 e idéntico nombre, espacios integrantes de la Red Natura 2000 de la Unión Europea.
Aunque el municipio no se encuentra incluido dentro del parque nacional de Picos de Europa, el límite sureste del parque recorre las cumbres de la sierra de Collaín, que constituye el límite entre Camaleño y Vega de Liébana.

### Árboles singulares
Existen dos árboles catalogados en el Inventario Abierto de Árboles Singulares de Cantabria:
- El Jabalí o el Bisonte (número 212 del Inventario): ejemplar de castanea sativa situado en La Parte, de 16 metros de altura y 5,4 metros de perímetro en la base cuyo tronco se divide en cinco grandes ramas.[5]
- El Abuelo (número 213 del Inventario): otro ejemplar de castanea sativa también situado en La Parte, de 25 metros de altura y 14 metros de perímetro en la base. Castaño monumental que, seguramente, se trate de un individuo milenario, uno de los árboles más viejos de Cantabria. A los tres metros se ramifica en grandes ramas principales. Su tronco está abierto y ahuecado pudiendo albergar a varias personas en su interior.[6]

## Demografía
Pesaguero cuenta con una población de 275 habitantes (INE 2024).
| Gráfica de evolución demográfica de Pesaguero entre 1842 y 2021                                                     |
| |
| Población de derecho según los censos de población del INE Población de hecho según los censos de población del INE |

## Administración y política
El término municipal de Pesaguero pertenece al partido judicial y a la Junta Electoral de Zona de San Vicente de la Barquera en ambos casos.

### Gobierno municipal
| Periodo   | Nombre                  | Partido | Partido                    |
| --------- | ----------------------- | ------- | -------------------------- |
| 1979-1983 | José Luis Cabo Bravo    |         | Independiente de Pesaguero |
| 1983-1987 | Manuel González Salceda |         | Alianza Popular (AP)       |
| 1987-1991 | José Luis Cabo Bravo    |         | Coalición Popular (CP)     |
| 2007-2019 | Vicente Vélez Caloca    |         | Partido Popular (PP)       |
| 2019-2023 | Enrique Sabaris Conde   |         | Partido Popular (PP)       |

| Partido político | Partido político                            | 2023  | 2023  | 2023       | 2019  | 2019  | 2019       | 2015  | 2015  | 2015       | 2011  | 2011  | 2011       | 2007  | 2007  | 2007       | 2003  | 2003  | 2003       | 1999  | 1999  | 1999       | 1995  | 1995  | 1995       | 1991  | 1991  | 1991       | 1987  | 1987  | 1987       | 1983  | 1983   | 1983       | 1979  | 1979  | 1979       |
| Partido político | Partido político                            | Votos | %     | Concejales | Votos | %     | Concejales | Votos | %     | Concejales | Votos | %     | Concejales | Votos | %     | Concejales | Votos | %     | Concejales | Votos | %     | Concejales | Votos | %     | Concejales | Votos | %     | Concejales | Votos | %     | Concejales | Votos | %      | Concejales | Votos | %     | Concejales |
|                  | Partido Popular (PP)-Alianza Popular (AP)   | 129   | 60,00 | 5          | 120   | 58,25 | 5          | 118   | 59,19 | 5          | 160   | 64,00 | 5          | 139   | 54,30 | 4          | 197   | 73,51 | 5          | 214   | 73,29 | 6          | 200   | 64,10 | 5          | 257   | 71,79 | 6          | 245   | 65,33 | 5          | 267   | 100,00 | 7          | —     | —     | —          |
|                  | Partido Regionalista de Cantabria (PRC)     | 63    | 29,30 | 2          | 47    | 22,82 | 1          | 44    | 20,95 | 1          | 38    | 15,60 | 1          | 44    | 17,19 | 1          | 34    | 12,69 | 1          | 35    | 11,99 | 0          | 43    | 13,78 | 1          | 44    | 12,29 | 1          | —     | —     | —          | —     | —      | —          | —     | —     | —          |
|                  | Partido Socialista Obrero Español (PSOE)    | 19    | 8,83  | 0          | 37    | 17,96 | 1          | 47    | 22,38 | 1          | 49    | 19,60 | 1          | 65    | 25,39 | 2          | 34    | 12,69 | 1          | 35    | 11,99 | 1          | 34    | 10,90 | 1          | 32    | 8,94  | 0          | 27    | 7,20  | 0          | —     | —      | —          | 11    | 2,55  | 0          |
|                  | Agrupación Independiente de Pesaguero (AIP) | —     | —     | —          | —     | —     | —          | —     | —     | —          | —     | —     | —          | —     | —     | —          | —     | —     | —          | —     | —     | —          | —     | —     | —          | —     | —     | —          | 102   | 27,20 | 2          | —     | —      | —          | 218   | 50,58 | 4          |
|                  | Unión de Centro Democrático (UCD)           | —     | —     | —          | —     | —     | —          | —     | —     | —          | —     | —     | —          | —     | —     | —          | —     | —     | —          | —     | —     | —          | —     | —     | —          | —     | —     | —          | —     | —     | —          | —     | —      | —          | 202   | 46,87 | 3          |

### Organización territorial
Pesaguero es la capital del municipio. Es la localidad más poblada, con 50 habitantes en el año 2006. Queda a 129,5 kilómetros de la capital regional, a 614 m s. n. m. a orillas del río Buyón (puede encontrarse escrito también como Bullón), afluente del río Deva, que nace en el Puerto de Piedrasluengas y que pasa además por Cabezón de Liébana y Frama. Desde Pesaguero parte el sendero de pequeño recorrido PR-S.5, que lleva hasta el Monasterio de Santo Toribio de Liébana, con un recorrido total de 23 kilómetros y medio, tardándose unas seis horas.
Junto con Cabezón de Liébana formó el Valle de Valdeprado de Liébana hasta la constitución de los ayuntamientos constitucionales, dentro de la denominada Provincia de Liébana, y formó parte de la Junta General de Cantabria.

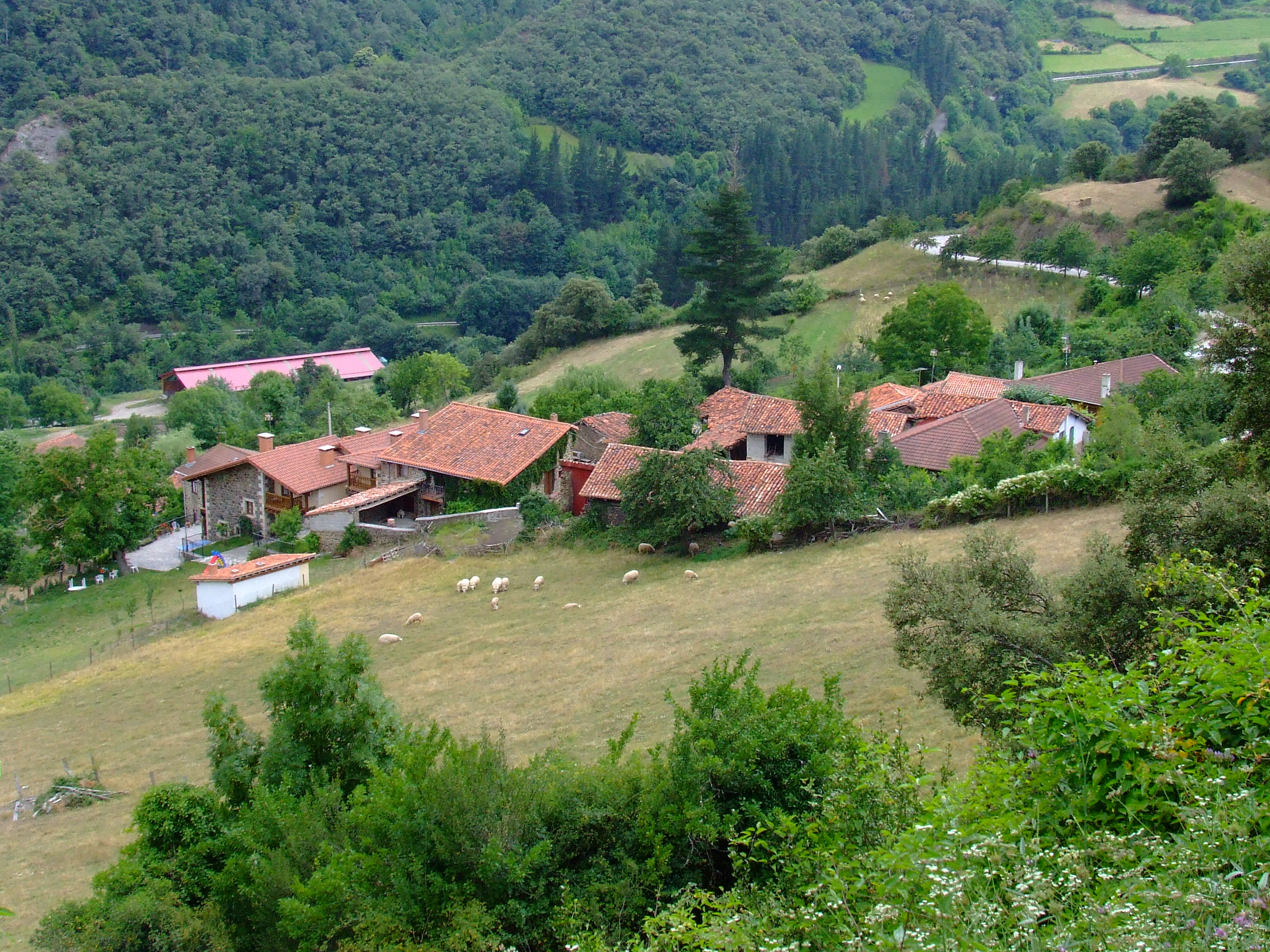
Vista panorámica de la aldea de Dosamantes, en el municipio de Pesaguero

Sus 275 habitantes (INE 2024) viven en:
- Avellanedo, 15 hab.
- Barreda, 14 hab.
- Caloca, 34 hab.
- Cueva, 25 hab.
- Lerones, 37 hab.
- Lomeña, 35 hab.
- Obargo, 11 hab.
- Pesaguero (capital), 53 hab.
- Valdeprado, 24 hab.
- Vendejo, 27 hab.

## Patrimonio
El municipio cuenta con un bien de interés cultural, la Ermita de Nuestra Señora de la Asunción en Caloca, con categoría de monumento. Además, en Valdeprado hay un Bien inventariado, una casa hidalga del siglo XVII.